# Bärenstein (Teutoburger Wald)
Der Bärenstein ist eine Anhöhe im Lippischen Wald mit einer Höhe von 318,1 m im Ortsteil Holzhausen-Externsteine der Gemeinde Horn-Bad Meinberg in Nordrhein-Westfalen.
An seiner nordöstlichen Flanke befindet sich ein ehemaliger Steinbruch. Zwischen dem Bärenstein und den unmittelbar südöstlich gelegenen Externsteinen wurde die Wiembecke zum See aufgestaut. Der Berg ist Teil des FFH-Schutzgebiets Externsteine.
Der Rundwanderweg A8 (Hermannsweg) überquert die Anhöhe und führt im Nordwesten unter anderem über den Stemberg, den Falkenberg und die Falkenburg.
In den Jahren 1922/23 wurde hier unter der Regie von Leo König der Stummfilm Die Hermannschlacht gedreht, der die Schlacht zwischen Römern und Germanen zum Gründungsdatum der deutschen Nation stilisierte.